# 一ノ濱枩雄
一ノ濵 枩雄（いちのはま まつお、1912年3月28日 - 没年不明）は、北海道函館市出身で井筒部屋に所属した元大相撲力士。本名は海老田 松夫。最高位は十両8枚目。

## 経歴
井筒部屋に入門し、1927年1月初土俵を踏む。1934年5月十両に昇進。翌1935年1月、東十両8枚目まで上がったが、4勝7敗と負け越し、この場所限りで24歳の若さで廃業した。

## 主な成績
- 番付在位場所数：24場所（春秋園事件により中止となった1932年1月場所含む）
- 通算成績：少なくとも34勝22敗が確認できる。
- 十両在位：2場所
- 十両成績：10勝12敗
- 各段優勝：序二段優勝2回

### 場所別成績
| 1927年 （昭和2年） | （前相撲）              | （前相撲）              | （前相撲）       | （前相撲）       |
| 1928年 （昭和3年） | （前相撲）              | （前相撲）              | 東序二段26枚目 – | 東序二段26枚目 – |
| 1929年 （昭和4年） | 西序二段22枚目 –        | 西序二段22枚目 –        | 東序二段16枚目 – | 東序二段16枚目 – |
| 1930年 （昭和5年） | 東序二段18枚目 優勝 6–0 | 東序二段18枚目 優勝 5–1 | 西三段目10枚目 – | 西三段目10枚目 – |
| 1931年 （昭和6年） | 西三段目4枚目 –         | 西三段目4枚目 –         | 東三段目5枚目 –  | 東三段目5枚目 –  |
| 1932年 （昭和7年） | 東三段目5枚目 –         | 東三段目5枚目 –         | 東三段目筆頭 5–6 | 東三段目筆頭 –   |
| 1933年 （昭和8年） | 西幕下20枚目 –          | x                       | 西三段目2枚目 –  | x                |
| 1934年 （昭和9年） | 東幕下17枚目 8–3        | x                       | 東十両12枚目 6–5 | x                |
| 1935年 （昭和10年） | 東十両8枚目 引退 4–7–0  | x                       | x                | x                |
| 各欄の数字は、「勝ち-負け-休場」を示す。 優勝 引退 休場 十両 幕下 三賞：敢=敢闘賞、殊=殊勲賞、技=技能賞 その他：★=金星 番付階級：幕内 - 十両 - 幕下 - 三段目 - 序二段 - 序ノ口 幕内序列：横綱 - 大関 - 関脇 - 小結 - 前頭（「#数字」は各位内の序列） |                         |                         |                  |                  |

- 幕下以下の地位は小島貞二コレクションの番付実物画像による。

## 改名
一ノ浪 枩夫→谷岩 枩夫(1933年1月場所-)→一ノ濵 枩雄(1934年5月場所-)